# Хомська сільська рада
Хомська сільська́ ра́да (біл. Хомскі сельсавет) — адміністративно-територіальна одиниця у складі Дорогичинського району Берестейської області Білорусі. Адміністративний центр — село Хомськ.

## Склад ради
Населені пункти, що підпорядковувалися сільській раді станом на 2009 рік:
| Населений пункт | Тип  | Населення, осіб (2009) |
| --------------- | ---- | ---------------------- |
| Гнилець         | село | 101                    |
| Гошево          | село | 232                    |
| Дубровки        | село | 47                     |
| Жабер           | село | 85                     |
| Заєлення        | село | 49                     |
| Заточчя         | село | 151                    |
| Марковичі       | село | 112                    |
| Старомлини      | село | 49                     |
| Хомськ          | село | 1071                   |
| Чернієвичі      | село | 39                     |

## Населення
За переписом населення Білорусі 2009 року чисельність населення сільської ради становила 1936 осіб.

### Національність
Розподіл населення за рідною національністю за даними перепису 2009 року:
| Національність            | Осіб | Відсоток |
| ------------------------- | ---- | -------- |
| білоруси                  | 1876 | 96,90 %  |
| росіяни                   | 29   | 1,50 %   |
| українці                  | 27   | 1,39 %   |
| поляки                    | 3    | 0,15 %   |
| національність не вказана | 1    | 0,05 %   |
| Разом                     | 1936 | 100 %    |